# Thajský kanál

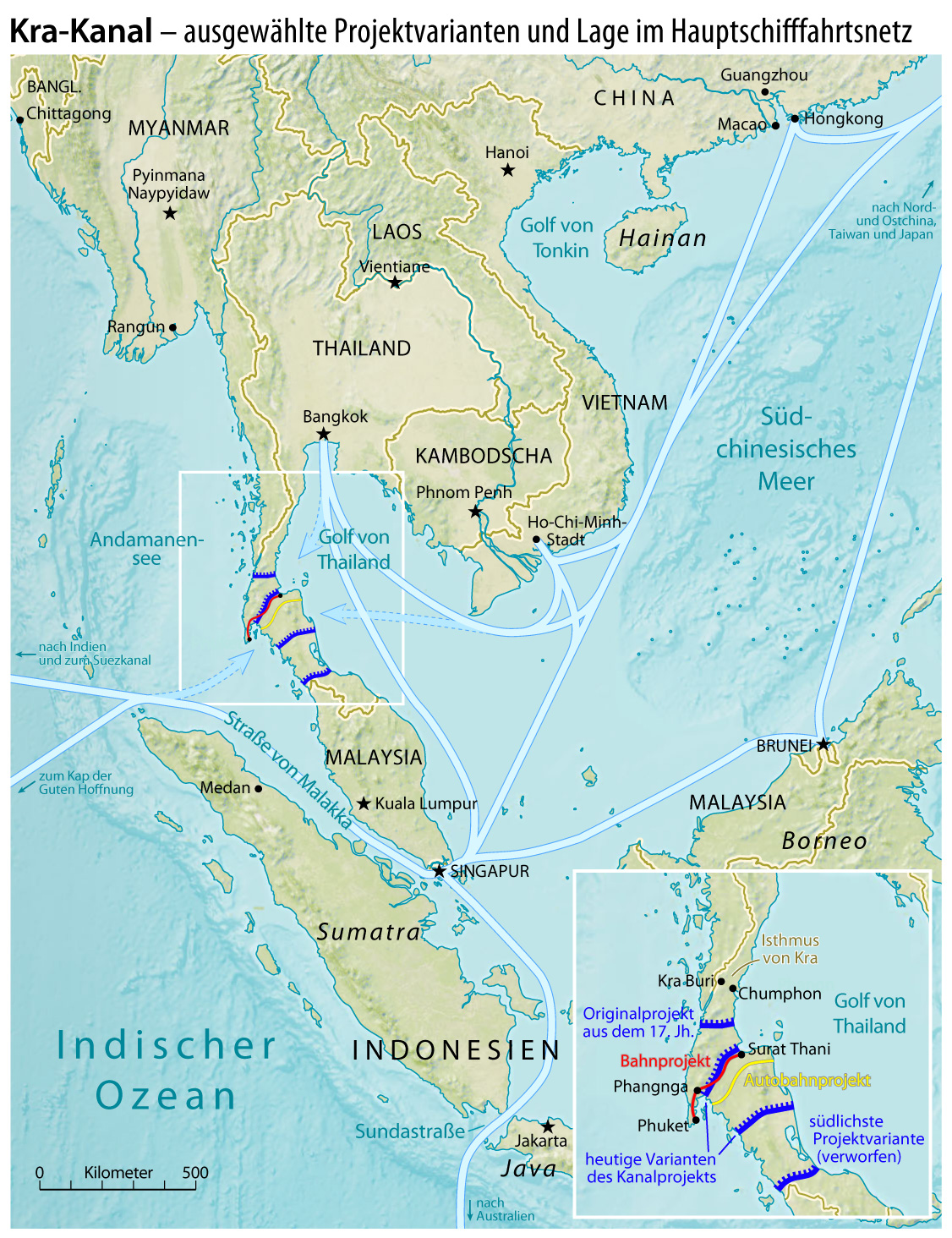
Možné umístění průplavu

Thajský kanál (někdy kanál Kra) je označení pro připravovaný projekt průplavu přes šíji Kra na území Thajska, který má spojovat Andamanské moře s Thajským zálivem. Vybudování kanálu by vedlo k snížení lodního provozu přes mimořádně frekventovaný Malacký průliv.

## Historie
Myšlenka vybudování průplavu přes thajskou část šíje Kra pochází již ze 17. století – účelem bylo vyhnutí se pirátům operujícím v Malackém průlivu. O technickou realizaci záměru se pokoušeli francouzští a posléze britští inženýři, ale kvůli přírodním překážkám se výstavba neuskutečnila. V 19. století navštívil navrhované místo Ferdinand de Lesseps, tvůrce Suezského průplavu, jemuž se však nepodařilo získat souhlas tehdejšího siamského krále.
V 70. letech 20. století navrhovaly Spojené státy se Sovětským svazem použít při budování průplavu atomové zbraně, ani tento záměr se však nerealizoval.

## Současnost
Podle současných návrhů by měl mít kanál délku 125 kilometrů, šířku 450 metrů a dosahovat hloubky 25 metrů, což by umožnilo průjezd lodí střední velikosti. Celkové náklady by měly dosahovat přibližně 30 miliard dolarů. Budování stavby by trvalo 10 let a pracovalo by zde kolem 30 000 dělníků. Po dokončení by se celková trasa zkrátila o 1200 km a lodní provoz v Malackém průlivu by se podle odhadů snížil přibližně o třicet procent. Jedinou v současnosti možnou alternativou je nevýhodná obcházka přes Sundský nebo Lombocký průliv.
Hlavní iniciativu v prosazování projektu průplavu přes thajské území postupně přebrala Čína, která jej současně zahrnuje do své aktuální koncepce Nové Hedvábné stezky. Vybudování nového spojení by současně zlevnilo čínský dovoz ropy, jehož 80 % v současnosti prochází právě frekventovaným Malackým průlivem.
V Thajsku výstavbu průplavu podporuje několik vlivných osobností, podle nichž by nové spojení zvýšilo úlohu země v mezinárodním námořním obchodu a umožnilo také vybudování ekonomické zóny v jeho okolí. Podle domácích kritiků stavby by však současně došlo k fyzickému oddělení pěti jižních thajských provincií od severního zbytku země, což by mohlo vzhledem k separatistickým tendencím těchto území představovat možný problém. Současná thajská vláda se k projektu staví zdrženlivě.